# Edmond de Talleyrand-Périgord

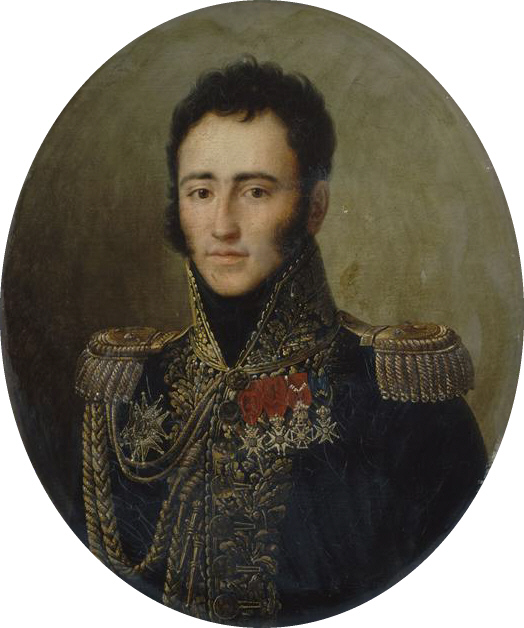
Talleyrand-Périgord

Wappen des Grafen Talleyrand-Périgord

Alexandre Edmond de Talleyrand-Périgord (* 1. August 1787 in Paris, Frankreich; † 14. Mai 1872 in Florenz, Italien), 2. Duc de Talleyrand, 2. Duca de Dino, war ein französischer Maréchal de camp und Lieutenant-général.

## Familie
Er war der Neffe des napoleonischen Außenministers Charles-Maurice de Talleyrand und Sohn des Grafen Archambaud de Talleyrand-Périgord (1762–1838) und der Gräfin Madeleine Olivier de Senozan de Viriville (1764–1794).

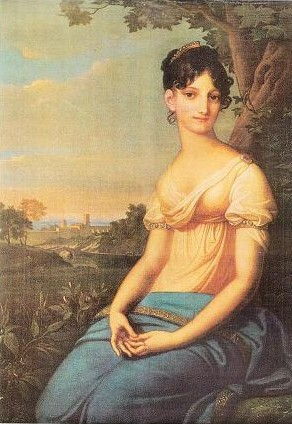
Dorothea, Edmonds Ehefrau

Talleyrand ging recht gleichgültig am 21. April 1809 in Frankfurt am Main eine Vernunftehe ein mit der reichen Dorothea, Prinzessin von Kurland und Semgallen, Herzogin von Dino in Kalabrien (ab 1817), Herzogin von Talleyrand (ab 1838) und Herzogin von Sagan (ab 1843). Sie war die uneheliche Tochter des Grafen Alexander Batowski und der Herzogin Dorothea von Kurland, deren Ehemann Peter von Biron, letzter Herzog von Kurland und Semgallen, das Kind jedoch als das seine anerkannte.
Sein Onkel, der Außenminister Talleyrand, hatte zuvor eine gute Partie für seinen Neffen gesucht. In Frankreich konnte er nichts erreichen, weil Napoleon I. alle standesgemäßen französischen Erbinnen dem eigenen, ihm ergebenen Adel vorbehalten hatte und Talleyrand 1807 nach seinem Rücktritt als Außenminister nicht mehr in der Gunst des Kaisers stand. Anlässlich des Erfurter Fürstenkongresses 1808 trat er deshalb mit der Bitte um Vermittlung einer Ehe seines Neffen Edmond mit Dorothea von Kurland an den russischen Zaren Alexander I. heran, der ihm aus Dankbarkeit für diplomatische Dienste auch behilflich war. Die Zustimmung der Brautmutter, der Herzogin von Kurland, galt als sicher, da die Zahlung ihrer jährlichen Apanage vom Wohlverhalten gegenüber Russland abhängig war. Außerdem fühlte sie sich Talleyrand freundschaftlich verbunden.
Das Ehepaar hatte die Kinder Napoléon-Louis (1811–1898), Dorothée (1812–1814), Alexandre (1813–1894) und Pauline (1820–1890). Aus der Verbindung Paulines mit Marquis Henri de Castellane stammt Talleyrands Enkelin, die Salonière Marie von Radziwiłł.
Schon 1812 war eigentlich das Eheleben beendet, doch trennten sich beide erst im März 1816. Dorothea, inzwischen Geliebte des 62-jährigen und 40 Jahre älteren Onkels Talleyrand geworden, zog in dessen Haus und wurde nach dessen Tod 1838 sogar seine Universalerbin. Die offizielle Scheidung von Ehemann Edmond wurde allerdings erst 1824 vollzogen.

## Leben
1812 erhielt Edmond de Talleyrand ein Regiment in Brescia (Norditalien).
Am 19. September 1813 wurde er als Oberst und französischer Truppenkommandeur während der Befreiungskriege in der Schlacht bei Mühlberg an der Elbe (Brandenburg) mit seinen drei Chasseur-Regimentern (Jäger-Regimenter) vom Generalmajor Leopold Wilhelm von Dobschütz (1763–1836) geschlagen und gefangen genommen.
Im Oktober 1823 war er Generalleutnant.